# Nhiễm Canh
Nhiễm Canh (冉耕, 544 TCN-?), tự Bá Ngưu (伯牛), là một trong những học trò của Khổng Tử lưu danh trong Luận Ngữ, đồng thời cùng với Nhan Hồi (颜回), Mẫn Tổn (闵损), Nhiễm Ung (冉雍) được xếp vào nhóm triết gia về đức hạnh trong nhóm 10 triết gia của "Khổng Môn" (Khổng Môn Thập triết - 孔门十哲).

## Tiểu sử
Nhiễm Canh là người nước Lỗ, cùng họ với các môn sinh lỗi lạc khác của Khổng Tử là Nhiễm Ung và Nhiễm Cầu (冉求). Tuy là học trò của Khổng Tử nhưng ông chỉ kém sư phụ 7 tuổi.
Tài đức của Bá Ngưu được sư phụ Khổng Tử rất chú ý, có thể sánh cùng Nhan Uyên, Mẫn Tổn, chỉ tiếc ông không có cơ hội lập công. Khi ông lâm bệnh hiểm nghèo, không muốn gặp mọi người, Khổng Tử tới thăm, cảm thương vô hạn mà nói rằng đó là mệnh trời: "Thôi rồi, đây là mệnh rồi. Người tốt thế này mà mắc bệnh này. Người tốt thế này mà mắc bệnh này !". Ông mất vì bệnh hiểm nghèo, trong bộ Hoài Nam Tử (淮南子) của Đạo giáo nói rằng đó là bệnh phong, một trong tứ chứng nan y thời bấy giờ.

## Danh hiệu
Năm Khai Nguyên thứ 27 (739), vua Đường Huyền Tông phong ông là "Vận hầu"
Thời Tống, ông được phong "Đông Bình công", sau đổi là "Vận công".